# Hamacantha schmidti
Hamacantha schmidti är en svampdjursart som först beskrevs av Carter 1882.  Hamacantha schmidti ingår i släktet Hamacantha och familjen Hamacanthidae.
Artens utbredningsområde är Florida. Inga underarter finns listade i Catalogue of Life.